# Eutonia satsuma
Eutonia satsuma är en tvåvingeart som först beskrevs av John Obadiah Westwood 1876.  Eutonia satsuma ingår i släktet Eutonia och familjen småharkrankar. Inga underarter finns listade i Catalogue of Life.